# Bogdan Mizieliński
Bogdan Kazimierz Mizieliński (ur. 4 marca 1938 w Warszawie) – emerytowany profesor zwyczajny, inżynier, dydaktyk akademicki, specjalista z zakresu wentylacji i klimatyzacji oraz wentylacji pożarowej.

## Kariera naukowa
Wydział Inżynierii Sanitarnej i Wodnej Politechniki Warszawskiej ukończył w 1965 roku.
Przebieg kariery naukowej:
- 1975 – doktorat,
- 1984 – habilitacja,
- 2001 – profesor nadzwyczajny
- 2007 – profesor zwyczajny.

W latach 1993–1996 był dyrektorem Instytutu Ogrzewnictwa i Wentylacji rodzimego wydziału a następnie w latach 2000-2008 kierownikiem Zakładu Wentylacji i Klimatyzacji i Zakładu Klimatyzacji i Ogrzewnictwa. Zorganizował i prowadził VENTKLUB przy Politechnice Warszawskiej dotyczący branży HVAC. Autor prac badawczych z zakresu wentylacji i klimatyzacji. Współautor konstrukcji i wdrożenia kilkunastu wysokosprawnych nawiewników do obiektów użyteczności publicznej i przemysłowych. Współprojektant i nadzorca wykonania 8 filtrów odpylających typu „Jet-Puls” dla Elektrowni Chorzów, Elektrociepłowni Czechnica (Wrocław) oraz WPEC Dzierżoniów o łącznej wydajności 1250000Nm3/h.
Były redaktor "Zeszytów Naukowych – Inżynieria Środowiska" wydawanych przez Politechnikę Warszawską. Autor i współautor 168 publikacji, a w tym podręcznika akademickiego pt. „Systemy oddymiania budynków – wentylacja”, który stał się wiodącym opracowaniem w Polsce w tej dziedzinie. Wypromował 11 doktorów i 205 magistrów i inżynierów. Autor ekspertyz, opinii technicznych, projektów dla firm architektonicznych, budowlanych oraz inwestorów dużych warszawskich obiektów jak np.: nowy port lotniczy Okęcie – Terminal II, gmach TVP SA, Warszawskie Centrum Finansowe i innych. Były wiceprzewodniczący Komitetu Inżynierii Środowiska Polskiej Akademii Nauk, wiceprezesem Zarządu Głównego Polskiego Zrzeszenia Inżynierów i Techników Sanitarnych. Członek amerykańskiego stowarzyszenia inżynierów ASHRAE (od 1996), Associate Society Alliance Heating and Airconditioning (od 1997), Międzynarodowego Instytutu Chłodnictwa w Paryżu (od 1999). Polski delegat w europejskim stowarzyszeniu ogrzewnictwa i wentylacji REHVA (od 1996).

## Wyróżnienia
- Za działalność dydaktyczną, naukową i organizacyjną uzyskiwał nagrody Ministra Edukacji Narodowej i Rektora Politechniki Warszawskiej
- Krzyż Kawalerski Orderu Odrodzenia Polski
- Złoty Krzyż Zasługi
- Srebrny Krzyż Zasługi
- Medal Komisji Edukacji Narodowej
- Złota Odznaka Honorowa „Za zasługi dla Warszawy”
- wyróżnienie REHVA Professional Award In Scence

Grał na saksofonie i klarnecie, uczęszczał do szkoły muzycznej, grał w studenckich zespołach jazzowych. Grał w koszykówkę w pierwszoligowej drużynie Polonii Warszawa.

## Książki
- "Wentylacja pożarowa", Bogdan Mizieliński, Wydawnictwa Politechniki Warszawskiej, Warszawa 1985.
- "Systemy oddymiania budynków: wentylacja", Bogdan Mizieliński, Wydawnictwa Naukowo-Techniczne, Warszawa 1999. ISBN 83-204-2436-4
- "Kondygnacyjny system oddymiania budynków: wentylacja", Bogdan Mizieliński, Jerzy Wolanin [oraz zespół badawczy pod kierownictwem Jacka Hendigera], Oficyna Wydawnicza Politechniki Warszawskiej, Warszawa 2006. ISBN 83-7207-600-6
- "Wentylacja pożarowa: oddymianie" Mizieliński Bogdan, Kubicki Grzegorz, Wydawnictwo Naukowo-Techniczne, Warszawa 2012, ISBN 978-83-7926-057-7